# Лунные деревья

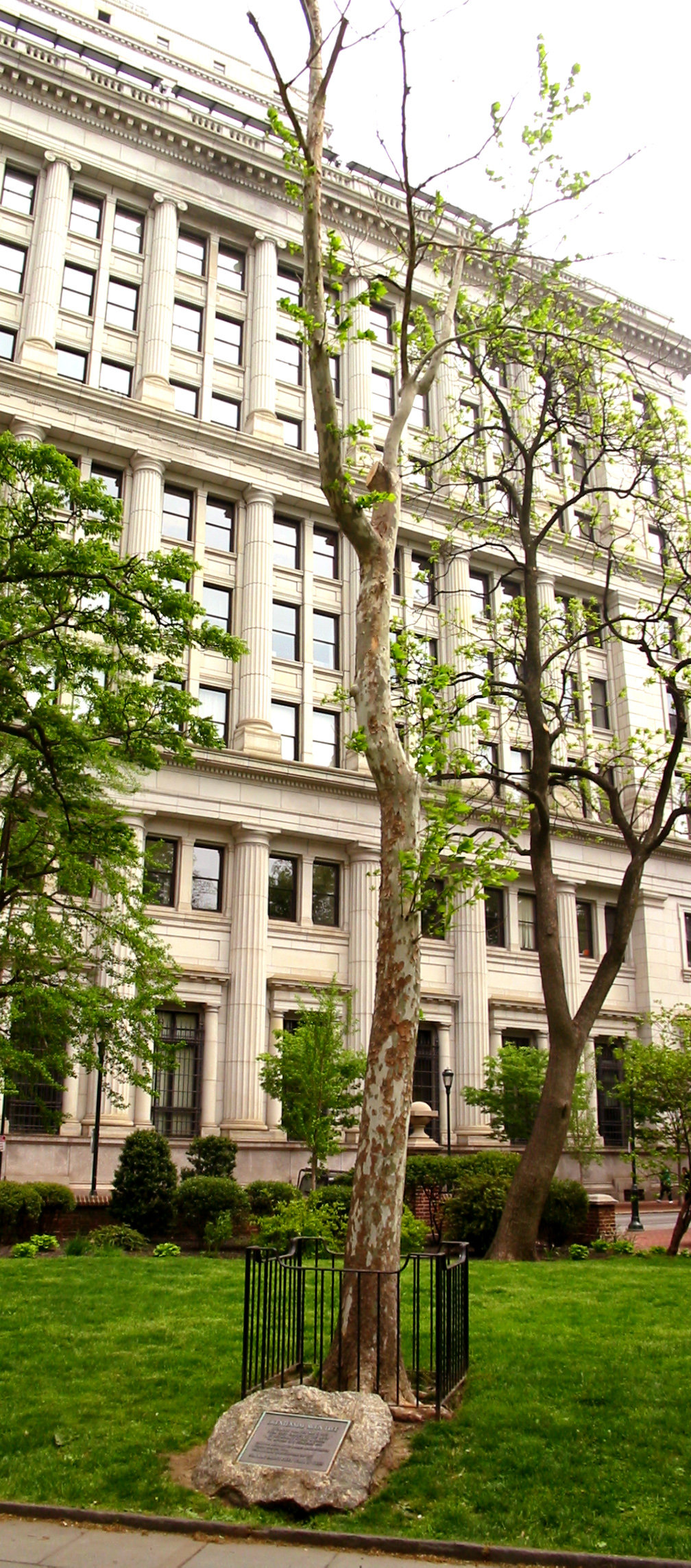
Первое «лунное дерево», посаженное в 1975 году на площади Вашингтон Сквер в Филадельфии (фото 2008 года)

«Лунные деревья» — деревья, выращенные из примерно 500 семян, летавших к Луне на борту космического корабля «Аполлон-14». Полёт, в ходе которого была осуществлена третья высадка людей на Луну, состоялся 31 января — 9 февраля 1971 года. Семена не были непосредственно на поверхности Луны, но находились на окололунной орбите, в личном багаже пилота командного модуля Стюарта Русы, пока его коллеги, командир «Аполлона-14» Алан Шепард и пилот лунного модуля Эдгар Митчелл, работали на Луне, в районе кратера Фра Мауро. После полёта из семян были выращены саженцы, которые затем в середине 70-х годов XX века были посажены во многих штатах США и в некоторых зарубежных странах. «Лунные деревья» стали живым памятником программе «Аполлон» и персонально Стюарту Русе.

## Идея эксперимента
Идея эксперимента возникла у директора Лесной службы США Эдварда Клиффа после того, как он узнал, что в состав экипажа «Аполлона-14» войдёт Стюарт Руса. Клифф был знаком с ним с начала 50-х годов, когда будущий лётчик-испытатель ВВС США и астронавт НАСА работал в Службе леса парашютистом-пожарным. Клифф попросил Русу взять с собой в полёт семена, и последний согласился. Для эксперимента были отобраны около пятисот семян пяти видов деревьев: сосны ладанной, платана, ликвидамбара, секвойи и псевдотсуги Мензиса. На земле были оставлены контрольные семена для последующего сравнения. Специалистов интересовало, что станет с семенами после полёта к Луне, прорастут ли они, будут ли деревья впоследствии выглядеть нормально.

## После полёта
По завершении полёта семена вместе с астронавтами и привезёнными образцами лунных пород были помещены в Лунную приёмную лабораторию для прохождения карантина. Но во время процедуры обеззараживания в вакууме взорвался герметичный контейнер, в котором находились семена. Все они перемешались, некоторые были повреждены, и у специалистов Службы леса США даже появились сомнения в их жизнеспособности. После карантина семена были отправлены в южный питомник Службы леса в Галфпорте, штат Миссисипи, и в западный питомник в Плейсервилле (Калифорния), где они успешно проросли. Через несколько лет после проращивания у Службы леса было от 420 до 450 саженцев, готовых к посадке. Часть из них была посажена вместе с контрольными образцами, которые не покидали Земли. По прошествии нескольких десятилетий между ними не было никаких заметных различий. Однако большинство саженцев были переданы отдельным штатам (эти виды деревьев растут на юге и западе США, поэтому не все штаты их получили), университетам и центрам НАСА. Их посадка в 1975—1976 годах была приурочена к 200-летию образования США и принятия Декларации независимости. Несколько «лунных деревьев» уехали в Бразилию, Швейцарию, одно было подарено Императору Японии. Первое «лунное дерево», платан, было посажено при участии Стюарта Русы 6 мая 1975 года в Вашингтон Сквер парке, в Филадельфии.

## Известные погибшие «лунные деревья»
Виды «лунных деревьев» имеют разную продолжительность жизни. Одни живут сотни и даже до тысячи лет, другие уже состарились и погибли от болезней или экстремальных погодных явлений. В 2011 году погиб платан, посаженный Русой в Филадельфии. Сейчас на том же месте растёт его клон. Погибла сосна ладанная, посаженная в 1976-м в Белом доме, в Вашингтоне. Ураганом «Катрина» в 2005 году была сломана ещё одна сосна в Новом Орлеане. В общей сложности погибло около двух дюжин «лунных деревьев».

## Поиски «лунных деревьев»
С самого начала не велось никакого систематического учёта, куда «лунные деревья» были отправлены и где посажены. Их розыском в 1996 году занялся учёный из Центра космических полётов Годдарда Дэвид Уильямс. Причиной послужило полученное им по электронной почте письмо учительницы школы для девочек-скаутов в городе Кэннелтоне, штат Индиана. Она написала, что в саду их школы растёт дерево. Рядом табличка, на которой написаны два слова: «лунное дерево», и больше ничего. Учительница спрашивала, что это означает. Но Уильямс и сам к тому времени ничего не слышал о «лунных деревьях». Он связался с историками НАСА, а затем и с бывшими сотрудниками Службы леса США. В том же году Уильямс создал в Интернете сайт для розыска «лунных деревьев». К февралю 2016 года он нашёл 75 деревьев в 25 штатах.

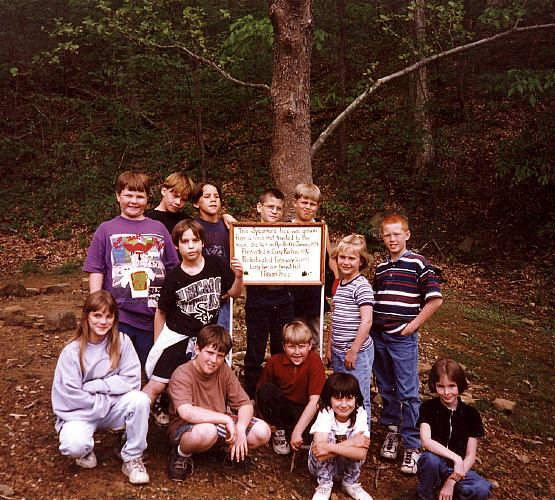
«Лунное дерево» в Кэннелтоне, Индиана
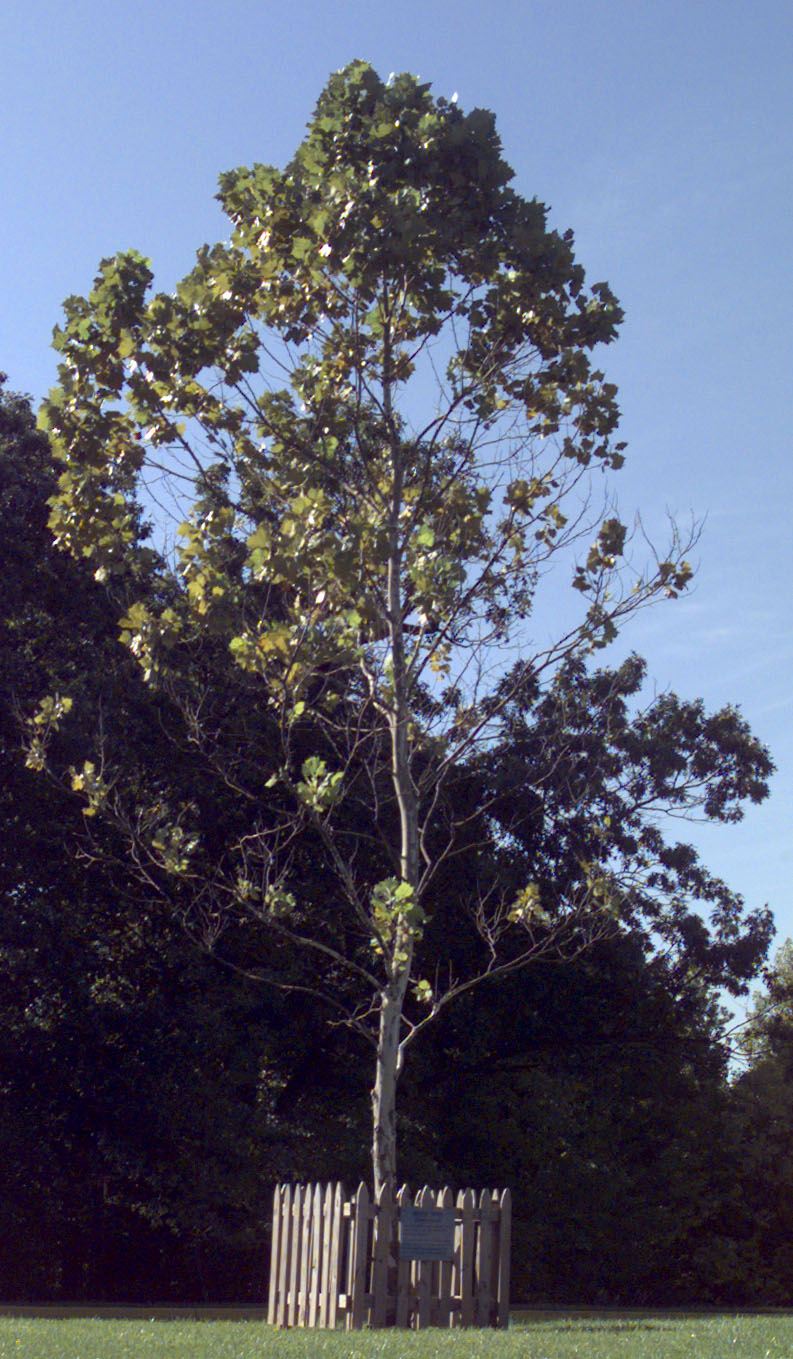
«Лунный» платан в Центре космических полётов Годдарда
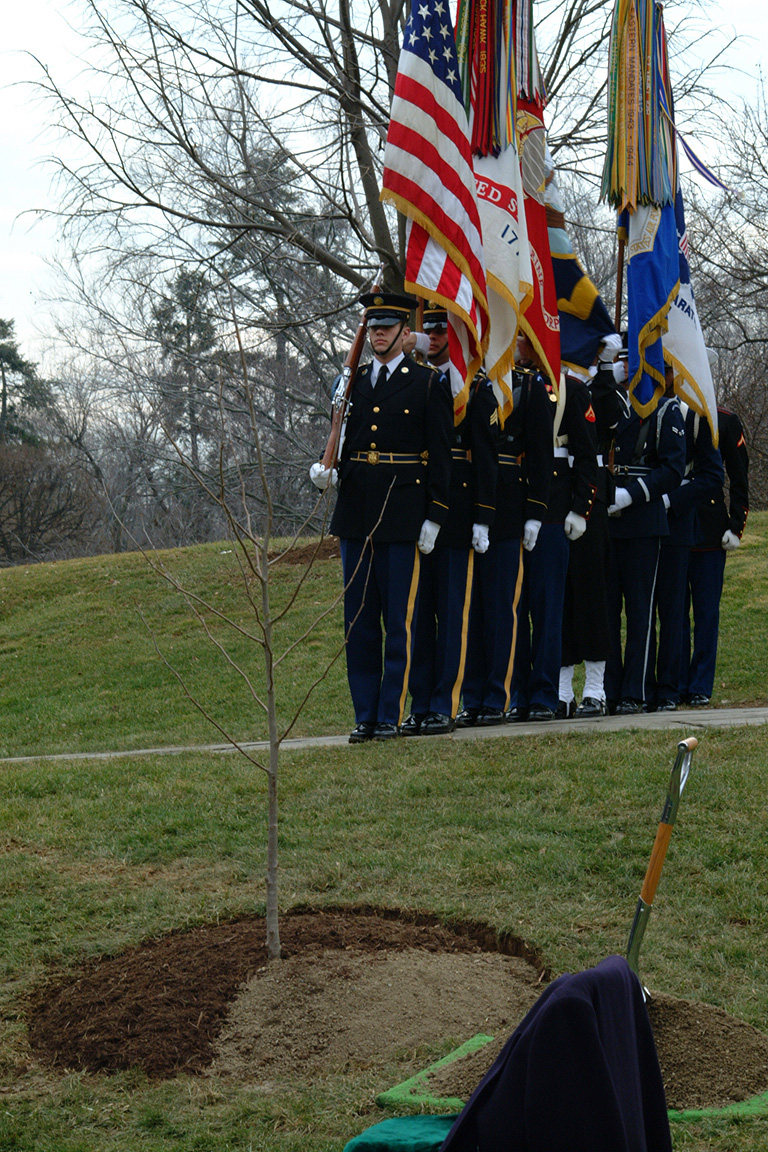
Посадка «лунного дерева» второго поколения на Арлингтонском национальном кладбище 9 февраля 2005 года

## «Лунные деревья» второго поколения
В конце XX века появились «лунные деревья» второго поколения. Они были выращены из семян или черенков оригинальных «лунных деревьев». 9 февраля 2005 года, в 34-ю годовщину приводнения «Аполлона-14», платан второго поколения был посажен на Арлингтонском национальном кладбище в честь Стюарта Русы и других ушедших из жизни астронавтов. 22 апреля (День Земли) 2009 года такой же платан был посажен в Национальном дендрарии США в Вашингтоне. Ещё один посажен в честь Стюарта Русы 3 февраля 2011 года в Космическом центре имени Джона Стенниса.

## В культуре
Рассказ «Лунное дерево» американского писателя-фантаста Джерри Олшена повествует о судьбе двух встретившихся под сосной людей, пожилого хиппи и молодой студентки. Сосна, побывавшая у Луны, играет особую роль в сюжете рассказа.